# 米歇尔·雅齐
米歇尔·雅齐（法語：Michel Jazy，1936年6月13日—2024年2月1日），法国男子田径运动员。他曾代表法国参加1956年、1960年和1964年夏季奥林匹克运动会田径比赛，其中1960年奥运会获得一枚银牌。